# Hylaeus ameliae
Hylaeus ameliae är en biart som beskrevs av Cockerell 1942. Hylaeus ameliae ingår i släktet citronbin, och familjen korttungebin. Inga underarter finns listade i Catalogue of Life.